# チャールズ・ゴドフリー・ギュンター

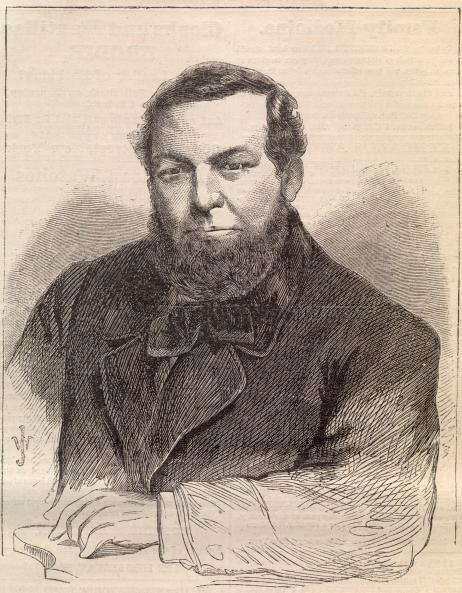

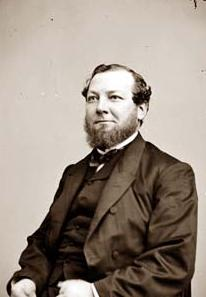
1860年

チャールズ・ゴドフリー・ギュンター (Charles Godfrey Gunther、1822年2月7日または4月7日 - 1885年1月22日)はアメリカの政治家。

## 生い立ち
ニューヨークで移民したてのドイツ人家庭に生まれた。父クリスチャン・ G・ギュンターは、裕福な毛皮商人で、チャールズも家業に携わっていた。
長年消防団も務めた。

## 政治家として
10代以降タマニー・ホールで活躍した。 
1861年に市長に立候補したが、共和党のジョージ・オプダイクに敗れた。1863年に再び立候補し、1864年から1866年まで市長を務めた。

## その後
政界引退後、鉄道会社幹部として1885年に亡くなるまで働いた。
ブルックリン区のグリーンウッド墓地に埋葬された。